# 上九沢
上九沢（かみくざわ）は、神奈川県相模原市緑区の大字。住居表示未実施区域。

## 地理
緑区の南東部に位置している。また、飛び地がある。

### 河川
- 鳩川

## 世帯数と人口
2020年（令和2年）10月1日現在（国勢調査）の世帯数と人口（総務省調べ）は以下の通りである。
| 大字   | 世帯数    | 人口    |
| ------ | --------- | ------- |
| 上九沢 | 1,442世帯 | 3,457人 |

### 人口の変遷
国勢調査による人口の推移。
| 年                 | 人口  |
| ------------------ | ----- |
| 1995年（平成7年）  | 2,677 |
| 2000年（平成12年） | 2,755 |
| 2005年（平成17年） | 3,555 |
| 2010年（平成22年） | 3,496 |
| 2015年（平成27年） | 3,546 |
| 2020年（令和2年）  | 3,457 |

### 世帯数の変遷
国勢調査による世帯数の推移。
| 年                 | 世帯数 |
| ------------------ | ------ |
| 1995年（平成7年）  | 888    |
| 2000年（平成12年） | 890    |
| 2005年（平成17年） | 1,266  |
| 2010年（平成22年） | 1,341  |
| 2015年（平成27年） | 1,371  |
| 2020年（令和2年）  | 1,442  |

## 学区
市立小・中学校に通う場合、学区は以下の通りとなる（2023年5月時点）。
| 番・番地等     | 小学校               | 中学校               |
| -------------- | -------------------- | -------------------- |
| 1～25、48～176 | 相模原市立大島小学校 | 相模原市立内出中学校 |
| 177～392       | 相模原市立大沢小学校 | 相模原市立大沢中学校 |

## 事業所
2021年（令和3年）現在の経済センサス調査による事業所数と従業員数は以下の通りである。
| 大字   | 事業所数 | 従業員数 |
| ------ | -------- | -------- |
| 上九沢 | 54事業所 | 349人    |

### 事業者数の変遷
経済センサスによる事業所数の推移。
| 年                 | 事業者数 |
| ------------------ | -------- |
| 2016年（平成28年） | 61       |
| 2021年（令和3年）  | 54       |

### 従業員数の変遷
経済センサスによる従業員数の推移。
| 年                 | 従業員数 |
| ------------------ | -------- |
| 2016年（平成28年） | 341      |
| 2021年（令和3年）  | 349      |

## 施設
- 相模原大島郵便局[14]

## その他

### 日本郵便
- 郵便番号 : 252-0136[3]（集配局 : 橋本郵便局[15]）。